# Heideflächen und Lohwälder nördlich von München
Heideflächen und Lohwälder nördlich von München este o arie protejată (arie specială de conservare — SAC, sit de importanță comunitară — SCI) din Germania întinsă pe o suprafață de 1.915,7 ha, integral pe uscat.

## Localizare
Centrul sitului Heideflächen und Lohwälder nördlich von München este situat la coordonatele 48°13′33″N 11°36′39″E / 48.2258°N 11.6108°E.

## Înființare
Situl Heideflächen und Lohwälder nördlich von München a fost declarat sit de importanță comunitară în noiembrie 2004 pentru a proteja 1 specie de animale. Situl a fost protejat și ca arie specială de conservare în aprilie 2016.

## Biodiversitate
Situată în ecoregiunea continentală, aria protejată conține 4 habitate naturale: Pajiști uscate seminaturale și facies de acoperire cu tufișuri pe substraturi calcaroase (Festuco-Brometalia) (* situri importante pentru orhidee), Pajiști uscate seminaturale și facies de acoperire cu tufișuri pe substraturi calcaroase (Festuco-Brometalia) (* situri importante pentru orhidee), Fânețe de joasă altitudine (Alopecurus pratensis, Sanguisorba officinalis), Păduri de stejar și carpen Galio-Carpinetum.
La baza desemnării sitului se află o specie protejată de  nevertebrate: Osmoderma eremita Complex.